# Istituto tecnico industriale statale Alessandro Rossi
L'istituto tecnico industriale statale Alessandro Rossi è un istituto superiore di Vicenza. Iniziò le sue attività verso la fine del XIX secolo, nel 1878. La scuola è conosciuta anche nella forma abbreviata di Itis Rossi.

## Storia

### Fondazione
Nel 1878, a Vicenza, prende vita un istituto grazie alla visione e alla sagacia di Alessandro Rossi, un imprenditore di spicco nella città. La sua concezione educativa si propone di rispondere alle crescenti esigenze di formazione tecnica durante le prime fasi dell'industrializzazione del paese, focalizzandosi in particolare sul territorio veneto. La proposta innovativa del Senatore prevede l'immersione completa degli studenti in un ambiente dove si integrano le aule con l'officina, l'atmosfera della fabbrica e la cultura ingegneristica. Tale approccio si è rivelato così influente nella storia dell'Istituto che la sede attuale in Via Legione Gallieno, che ha sostituito gli storici locali di Santa Corona dal 1961, si presenta con la facciata principale come una vasta istituzione educativa e sul retro con il caratteristico profilo di uno shed da officina. Dopo una fase iniziale di avvio e sperimentazioni, l'Istituto ha progressivamente prosperato parallelamente al definitivo decollo dell'industrializzazione italiana (1896-1914). Simultaneamente, il modello "Rossi", già replicato in Italia e all'estero, è stato adottato e istituzionalizzato dal Ministero.

### XX Secolo
Nel corso del ventesimo secolo, l'Istituto ha attraversato diverse fasi cruciali. Nel 1915, si è convertito in una fabbrica specializzata nella produzione di componenti aeronautici. Tra il 1917 e il 1918, a causa della sua importanza strategica durante la guerra, l'intero Istituto, con tutte le sue attrezzature, è stato temporaneamente trasferito a Roma. A partire dal 1920, sono stati introdotti corsi serali destinati ai lavoratori. Nel 1930, è stata creata una sezione dedicata ai periti radiotecnici, seguita nel 1931 dal Corso di specializzazione in aeronautica. Nel 1952, l'Istituto ha fatto la storia diventando il primo in Italia a offrire corsi di specializzazione post-diploma in Elettronica industriale e Telecomunicazioni. Nel 1967, ha avviato un'iniziativa senza precedenti in Europa con un corso biennale focalizzato sulla formazione professionale subacquea dei periti industriali. Nel 1982, sono state introdotte sperimentazioni innovative con le specializzazioni Ambra ed Ergon, affiancate alle tradizionali. Nel 1996, i corsi tradizionali e sperimentali sono stati integrati in quelli di nuovo ordinamento. Nel 1998, è iniziata la sperimentazione della nuova Formazione Tecnica Superiore con il corso "Tecnico esperto in automazione industriale e di processo".

### XXI Secolo
L'Istituto ha costantemente migliorato la sua qualità e rilevanza nel panorama dell'istruzione attraverso una serie di iniziative significative. Nel 2002, ha implementato un Sistema di Gestione per la Qualità, certificato secondo la norma ISO 9001, mantenendo tale certificazione fino al 2018. L'anno successivo, nel 2003, ha ottenuto l'accreditamento per la formazione superiore dalla Regione Veneto, consolidando la sua posizione nel settore educativo. Nel 2005, ha introdotto un corso dedicato alla Meccatronica nell'ambito dell'autonomia scolastica, mentre nel 2006 ha rivisitato l'indirizzo di Elettrotecnica, rinominandolo "Automatica". Nel 2007, l'indirizzo di Elettronica è stato trasformato in Elettronica Informatica e Telecomunicazioni, riflettendo l'evoluzione tecnologica. A partire dal 2008, sono state avviate sperimentazioni in nuovi settori come Termotecnica, Cad-Cam, Robotica e Telematica. Nello stesso anno, con una delibera datata 30 dicembre, la Giunta regionale ha abolito l'indirizzo di Metallurgia, convertendolo in Chimica e Scienza dei Materiali, e ha approvato l'Indirizzo di Informatica Industriale ("Abacus"). Nel settembre 2009, in previsione del Riordino degli Istituti tecnici, l'ITIS Rossi ha richiesto all'Amministrazione provinciale la conferma di vari indirizzi, ottenendo l'assegnazione di cinque indirizzi, tra cui Meccanica, Meccatronica, Energia, Elettronica, Elettrotecnica, Informatica, Telecomunicazioni, Chimica, materiali e biotecnologie. Nel 2009, l'ITIS Rossi è stato accolto da CONFINDUSTRIA Vicenza nell'ambito delle azioni concordate a livello nazionale nel "Club dei 15". Nel 2010, l'Istituto è diventato parte integrante dell'ITS Meccatronico Veneto, assumendo il ruolo di istituto di riferimento e socio fondatore. Nel 2018, l'Istituto "Rossi" ha celebrato il suo 140º anniversario, confermando la sua longeva storia e il contributo significativo all'istruzione tecnica.
Nel 2023 una squadra composta da 4 studenti dell'ITIS Rossi si è classificata al 4º posto ai mondiali di robotica di Bordeaux nella categoria rescue line.

## L'istituto oggi
L’Istituto Tecnico Industriale Statale A. Rossi offre diversi percorsi di studio: chimica, materiali e biotecnologie, elettronica ed elettrotecnica, informatica e telecomunicazioni, meccanica, meccatronica ed energia, trasporti e logistica.